# Apača
Apača in russo Апача? è una località di 1 100 abitanti situata nel Krai di Kamčatka, in Russia.